# Peromyia angulata
Peromyia angulata är en tvåvingeart som beskrevs av Jaschhof 2001. Peromyia angulata ingår i släktet Peromyia och familjen gallmyggor. Inga underarter finns listade i Catalogue of Life.